# فرهنگ معاصر فارسی-عربی
فرهنگ معاصر فارسی-عربی کتابی از عنایت الله فاتحی نژاد است که در سال ۱۳۸۷ منتشر و در مراسم کتاب سال جمهوری اسلامی ایران به‌عنوان کتاب برگزیده معرفی شد.